# Masłów Drugi
Masłów Drugi est une localité polonaise de la gmina de Masłów, située dans le powiat de Kielce en voïvodie de Sainte-Croix.